# Basil Schott
Basil Myron Schott OFM (ur. 21 września 1939 we Freeland, zm. 10 czerwca 2010 w Pittsburghu) – zwierzchnik Kościoła katolickiego obrządku bizantyjsko-rusińskiego, arcybiskup (archieparcha) metropolita Pittsburgha, franciszkanin.

## Życiorys
Urodził się w rusińskiej rodzinie we Freeland w Stanach Zjednoczonych. 29 sierpnia 1965 został wyświęcony na prezbitera w zakonie franciszkanów. 3 lutego 1996 został mianowany biskupem rusińskim Parmy w stanie Ohio. Konsekracja biskupia miała miejsce w Parmie 11 czerwca tego roku. 3 maja 2002 został ustanowiony arcybiskupem Pittsburgha w stanie Pensylwania. Intronizowany 9 lipca tegoż roku, został tym samym zwierzchnikiem Rusińskiego Kościoła Katolickiego.
Zmarł na raka 10 czerwca 2010.